# Cosmin Matei
Cosmin Matei (Târgovişte, 30 de septiembre de 1991) es un futbolista profesional rumano que juega como centrocampista en el ACS Sepsi OSK Sfântu Gheorghe de la Liga II.

## Carrera profesional
Matei debutó en Liga I el 18 de octubre de 2008 con el Farul Constanţa en un partido contra la Politehnica Timişoara. En julio de 2010, Matei fue traspasado al Steaua Bucureşti, donde sólo disputó cinco partidos de liga. Debutó el 22 de agosto de 2010 contra el FC Vaslui.
En junio de 2011, Matei fue fichado por el Astra Ploieşti, de donde fue traspasado al Dinamo București en enero de 2012 y firmó un contrato de cinco años. Su primer gol con el Dinamo lo anotó ante el U Cluj, el 2 de mayo de 2012.

## Estadísticas
Actualizado al 6 de abril de 2013
| Club             | Temp.         | Liga | Liga  | Copa | Copa  | Europa | Europa | Otros | Otros | Total | Total |
| Club             | Temp.         | PJ   | Goles | PJ   | Goles | PJ     | Goles  | PJ    | Goles | PJ    | Goles |
| ---------------- | ------------- | ---- | ----- | ---- | ----- | ------ | ------ | ----- | ----- | ----- | ----- |
| Farul Constanța  | 2008–09       | 12   | 0     | 0    | 0     | 0      | 0      | 0     | 0     | 12    | 0     |
| Farul Constanța  | 2009–10       | 23   | 4     | 0    | 0     | 0      | 0      | 0     | 0     | 23    | 4     |
| Farul Constanța  | Total         | 35   | 4     | 0    | 0     | 0      | 0      | 0     | 0     | 35    | 4     |
| Steaua Bucureşti | 2010–11       | 5    | 0     | 2    | 0     | 2      | 0      | 0     | 0     | 9     | 0     |
| Steaua Bucureşti | Total         | 5    | 0     | 2    | 0     | 2      | 0      | 0     | 0     | 9     | 0     |
| Astra Ploieşti   | 2011–12       | 6    | 1     | 1    | 0     | 0      | 0      | 0     | 0     | 7     | 1     |
| Astra Ploieşti   | Total         | 6    | 1     | 1    | 0     | 0      | 0      | 0     | 0     | 7     | 1     |
| Dinamo București | 2011–12       | 7    | 2     | 1    | 0     | 0      | 0      | 0     | 0     | 8     | 2     |
| Dinamo București | 2012–13       | 22   | 5     | 1    | 0     | 2      | 0      | 1     | 0     | 26    | 5     |
| Dinamo București | Total         | 29   | 7     | 2    | 0     | 2      | 0      | 1     | 0     | 34    | 7     |
| Total carrera    | Total carrera | 75   | 12    | 5    | 0     | 4      | 0      | 1     | 0     | 85    | 12    |

## Palmarés
| Título               | Club                          | País    | Año  |
| -------------------- | ----------------------------- | ------- | ---- |
| Copa de Rumania      | Steaua Bucarest               | Rumania | 2011 |
| Copa de Rumania      | Dinamo Bucarest               | Rumania | 2012 |
| Supercopa de Rumania | Dinamo Bucarest               | Rumania | 2012 |
| Supercopa de Rumania | ACS Sepsi OSK Sfântu Gheorghe | Rumania | 2022 |
| Copa de Rumania      | ACS Sepsi OSK Sfântu Gheorghe | Rumania | 2023 |
| Supercopa de Rumania | ACS Sepsi OSK Sfântu Gheorghe | Rumania | 2023 |